# 中東大區 (布基納法索)
中東大區（法語：Centre-Est）是布基納法索十三個大區之一，位於該國東南部。面積11,811平方公里。2006年人口1,132,023人。首府滕科多戈。
本區下轄三省，即布爾古省、庫爾佩羅戈省和庫里滕加省。